# Nassinia pretoria
Nassinia pretoria är en fjärilsart som beskrevs av Louis Beethoven Prout 1916. Nassinia pretoria ingår i släktet Nassinia och familjen mätare. Inga underarter finns listade i Catalogue of Life.